# رهن

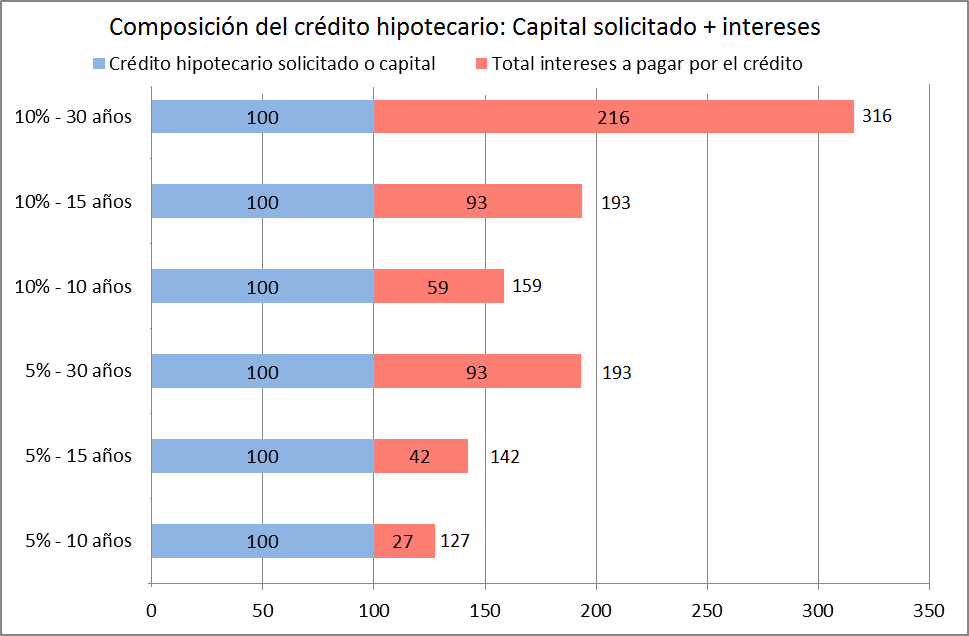

الرهن في القانون وفي الاقتصاد (بالإنجليزية:mortgage ) هو انتقال حق ملكية عقار إلى عاطي القرض (مصرف) لضمان تسديد القرض . وهذا النقل يصبح لاغيا عند تمام تسديد القرض . وهو انتقال حق ملكية قطعة أرض (أو مايشبه ذلك) من المالك إلى عاطي القرض (المصرف ) إلى حين أن يقوم المقترض بسداد القرض كله - طبقا للنظام المتعاقد عليه - فيعود حقه في ملكية الأرض . أي أن الرهن هو ضمان للقرض الذي أعطاه المصرف أو البنك إلى المقترض.

## اقرأ أيضا
- الدائن
- رهن عقاري
- رهن (اقتصاد)
- تقييم حسن النية
- تخصيص الأموال
- حجم الأعمال (اقتصاد)